# Academie voor Schone Kunsten Brugge
De Stedelijke Academie voor Schone Kunsten Brugge (kortweg: SASK) is een stedelijke kunstinstelling die werd opgericht in 1717 en dus een van de oudste academies vormt in de Lage Landen. Tegenwoordig zijn er twee scholen actief: Kunsthumaniora Brugge (dagonderwijs) en Academie Brugge DKO (avond & weekend).

## Stichting
De Vrije ende Exempte confrerie van de teeken- ende schilderconste, over het algemeen bekend als Academie voor Schone Kunsten in Brugge, was een initiatief van vier kunstschilders: Jan Baptist Herregouts (1640-1721), Jozef vanden Kerckhove (1667-1724), Judocus Arschot (ca. 1670-1721) en Marc van Duvenede (ca. 1674-1725). Toen ze in 1716 een verzoek richtten tot het stadsbestuur om een school te mogen organiseren, werden ze gesteund door de abt van de Eekhoutteabdij De Witte, door vier kanunniken en door zes vooraanstaande inwoners van de stad.
De stad keurde het initiatief goed en stelde vanaf 1720 een lokaal ter beschikking: de Poortersloge.
Het initiatief kwam er ondanks het gemopper en de tegenwerking van de ambachtsgilde die hierin terecht een afbrokkeling van haar monopoliepositie erkende. Het initiatief was progressief, want pas later zou een dergelijke onafhankelijke academie, buiten de ambachtsgilde, tot stand komen in grotere steden zoals Brussel (pas degelijk georganiseerd vanaf 1763), Antwerpen (pas vanaf 1741) en Gent (pas vanaf 1751). De academies in andere steden van de Zuidelijke Nederlanden volgden pas later: Doornik (1756), Kortrijk (1760), Mechelen (1771), Oudenaarde (1773), Aat (1773) en Luik (1773).
Toen het stadsbestuur van Rijsel in 1755 een tekenschool wilde openen, kwam ze bij die van Brugge om informatie. In 1761 verklaarde gouverneur-generaal de Cobenzl dat de academies van Brugge en Antwerpen de beste waren. Wanneer de Academie van Gent in 1770 moest hervormd worden, kwam het Gentse stadsbestuur in Brugge informeren hoe dat best kon.

## De Vrije Academie
De eerste jaren van de academie verliepen moeizaam. De stichters stierven, de financiële middelen waren te gering en na tien jaar hield de academie feitelijk op te bestaan. Pas tien jaar later zou de draad weer worden opgenomen en van toen af, onder de leiding van Matthijs De Visch, veroverde de academie een bestendige plek in het Brugse artistieke leven. 
Naast de materiële hulp van het stadsbestuur, leefde ze vooral dankzij de jaarlijkse lidgelden en de giften van een honderdtal vermogende Bruggelingen, die als 'confrater' lid waren van de 'confrérie'. Het ging dus om een genootschap, met eigen organisatie en standregelen, en met als hoofdzakelijk (niet uitsluitend) doel de nodige middelen bijeen te brengen om de academie als onderwijsinrichting mogelijk te maken.
De vereniging werd voorgezeten door een 'protecteur'. In de beginjaren was dat Jan-Christiaan Madoets (†1724), gouverneur van Damme. Na hem kwam Philippe-Charles de Schietere de Maelstaple (1686-1755), schout van Brugge en het Brugse Vrije, die omringd werd door enkele 'zorgers', onder wie een griffier en een penningmeester. Na de dood van de Schietere werd landvoogd Karel van Lotharingen de 'protecteur' en het bestuur van 'assesseurs' werd voortaan geleid door een 'president'. De eerste presidenten waren:
- 1755: Pieter François de Vooght, hoogbaljuw van Brugge.
- 1762: Amandus Fierens, abt van de Sint-Andriesabdij.
- 1765: Robrecht van Severen, abt van de Abdij Onze-Lieve-Vrouw Ten Duinen.
- 1770: Karel de Schietere de Caprijke, burgemeester.
- 1778: François-Xavier Simon, schout.
- 1787: Maurus Elewaut, abt van de Sint-Andriesabdij.
- 1793: François-Jacques Wynckelman, schepen van Brugge.

De academie kende een aanzienlijke tegenslag door een brand die in 1755 uitbrak in haar lokalen. Zowel de aloude rederijkerskamer van de Heilige-Geest als de academie verloren hun archieven, hun meubels en heel wat kunstwerken. Toch werd men niet moedeloos en enkele maanden later was de Poortersloge weer hersteld en konden de lessen worden hernomen. Vanaf 1769 mocht de academie de titel 'Koninklijk' dragen.

## De stedelijke Academie

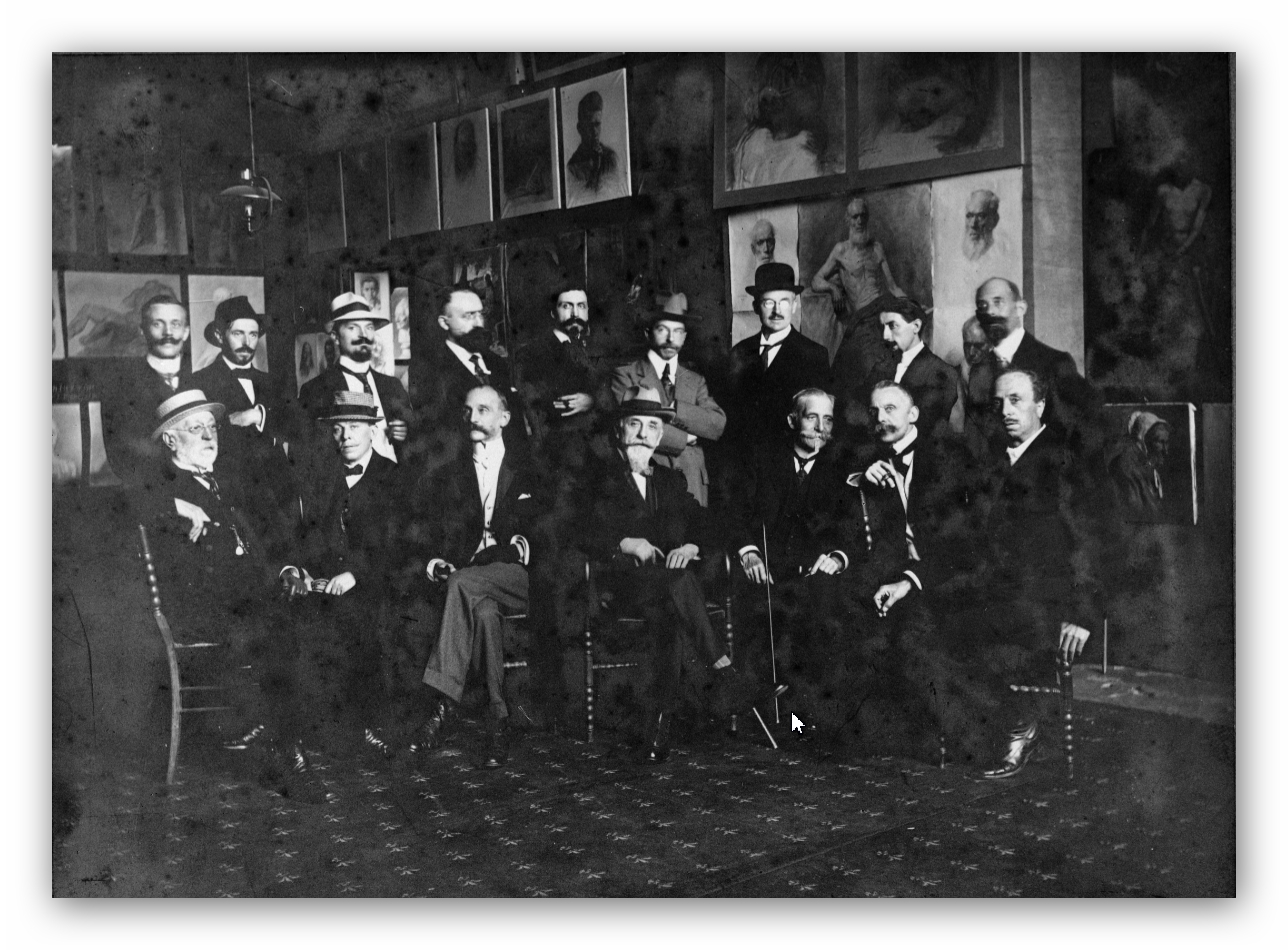
Directie en lerarenkorps van de Academie voor Schone Kunsten, Brugge (1918); zittend van links naar rechts: Jozef Boels, Emile Rommelaere, Etienne Timmery, Flori Van Acker, directeur, Oscar De Breuck, J. Pee, Gustaaf Pickery. Staand, eveneens van links naar rechts: Theo Devuyst, Georges De Sloovere, Jaak Boels, Victor De Loose, Charles Poupaert, Jef Van de Fackere, Hugo Goethals, Flori Aerts, en Aug. Goossens

In 1876 had de katholieke partij de meerderheid in het stadsbestuur verworven en werd Amedée Visart de Bocarmé burgemeester. Als gevolg van de gedeeltelijke vernieuwing van de gemeenteraad, had hij naast zich nog een paar liberale schepenen. Bij een volgende verkiezing verdwenen ze en was een homogeen katholiek schepencollege aan de macht. Die kreeg het duidelijk op de heupen toen het vastelde dat de kunstacademie een soort bolwerk van de oppositie werd. Er werd beslist hiermee korte metten te maken. De steun aan de Vrije academie werd opgezegd, de lokalen werden haar afgenomen en het stadsbestuur stichtte een eigen academie, die voortaan tot het stedelijk onderwijsnet behoorde. In de praktijk veranderde er niet zo veel, want directeur Eduard Wallays en alle leraars van de Vrije academie werden overgenomen en voortaan door de stad bezoldigd.

## Directeurs
De directeurs, oorspronkelijk 'principaal' genoemd, waren het uithangbord en de voornaamste organisatoren van de werkzaamheden binnen de Academie. Hun pedagogische kwaliteiten werden niet zozeer in acht genomen dan wel het feit dat ze een bekende kunstschilder waren. Dit gold voor de Vrije Academie maar ook nog in ruime mate voor de Stedelijke Academie, zeker in zijn begin jaren.   

### Vrije Academie
- 1717-1724: Jozef vanden Kerckhove
- 1725-1727: Van Schalck (Antwerps schilder, vertrok in 1728 naar Duinkerken)
- 1737-1765: Matthijs De Visch
- 1765-1775: Jan Garemijn
- 1775-1802: Paul de Cock
- 1802-1813: Jozef Angelus van der Donckt
- 1815-1829: Joseph-François Ducq
- 1829-1830: Jan-Robert Calloigne
- 1832-1834: Jozef Van Gierdegom
- 1835-1852: Albert Gregorius
- 1852-1853: Romaan Eugeen Van Maldeghem
- 1855-1881: Eduard Wallays

### Stedelijke Academie
- 1881-1887: Eduard Wallays
- 1889-1909: Louis Delacenserie
- 1909-1926: Flori Van Acker
- 1927-1948: Jules Fonteyne
- 1948-1960: Alexis Roose
- 1961-1978: Lucien De Jaegher
- 1978-1991: Jean Hocepied
- 1991-2015: Filip Soutaer
- 2015-heden: Joost Goethals

### Kunsthumaniora Brugge
In 1991 kreeg de sinds 1950 opgerichte dagschool een eigen aparte directie. Zo werd voortaan de Stedelijke Academie voor Schone Kunsten door twee directeurs bestuurd. De dagschool nam de naam Van Eyck Academie aan en veranderde deze later naar Kunsthumaniora Brugge.
- 1991-2003: Anne Vermander
- 2003-2009: Erik Demeulenaere
- 2009-2019: Carine Schotte
- 2015-heden: Jo Decoster (tot 2019 samen met Carine Schotte)

## Voorname leraars

### Achttiende eeuw
- Nicolaes Vleys, kunstschilder
- Hendrik Pulinx, architect
- Gerardus de San (1754-1829), kunstschilder
- Karel Van Poucke, beeldhouwer

### Negentiende eeuw
- Jacob Dumery, tekenleraar en klokkengieter (1773-1836)
- Bernard Fricx
- Hendrik Pickery
- Eugène Legendre
- Léon De Pape
- Edmond Van Hove
- Karel De Wulf

### Twintigste eeuw
- Gustaaf Pickery
- Emile Rommelaere
- Joseph Neutens
- Jef Van de Fackere
- Oscar De Breuck
- Georges De Sloovere
- Karel Poupaert
- Karel Rousseau
- Huib Hoste
- Guillaume Michiels
- Etienne Timmery
- Florimond Aerts (1877-1934)
- Alfons Dewispelaere, beeldhouwer
- Octaaf Rotsaert, beeldhouwer
- Leo Paret
- Dora Rommelaere

## Voorname leerlingen

### Achttiende eeuw
- Albert Gregorius (1774-1853)
- Frans Vleys (ca. 1700-1761)
- Jan Garemijn (1712-1799)
- Jan Faulte (1726-1766), hofarchitect in Brussel
- Pieter Pepers (1730-1785), beeldhouwer
- Paul-Louis Cyfflé (1724-1806), beeldhouwer en ceramist
- Karel Van Poucke (1740-1779), directeur van de Academie in Gent
- Joseph Suvée (1743-1807)
- Bernard Verschoot (1728-1783), hofschilder en directeur van de academie in Brussel
- Jozef Fernande (1741-1809), beeldhouwer
- Andries Demuynck (1737-1813), directeur van Sint-Juliaan der Belgen in Rome
- Jan Beerblock (1739-1806), kunstschilder
- Jan-Frans Legillon (1739-1797)
- Jacobus-Jan Lauwers (1753-1800)
- Pieter Ledoulx (1730-1807)
- Norbert Heylbrouck (1735-1785), graveur, medaillist
- Pieter Goddyn (1752-1811)
- Gerard de San (1754-1829)
- Maximiliaan Van Lede (1759-na1800)

### Negentiende eeuw
- Joseph-François Ducq (1762-1829)
- Jan-Robert Calloigne (1775-1830)
- Bernard Duvivier (1762-1832)
- Augustin Van den Berghe (1756-1836), directeur van de Academie in Beauvais
- François Kinsoen (1770-1839)
- Joseph Denis Odevaere (1775-1830)
- Jozef De Meulemeester (1771-1836)
- Adriaan Wulfaert (1804-1873)
- Frans de Hondt (1786-1862), graveur
- Jan-Baptist Van Acker (1794-1863), miniaturist
- Frans-Karel De Weirdt (1799-1855)
- Pieter De Vlamynck (1795-1850), etser
- Auguste Vande Steene (1803-1870), landschapsschilder
- Paul Claeys (1919-1900), zeeschilder
- Edouard De Jans  (1855-1919), Prix de Rome 1878, genre- en portretschilder
- Valentin Henneman (1861-1930), kunstschilder, beeldhouwer, etser

### Twintigste eeuw
- Julien Schaeverbeke (1896-1984), kunstschilder
- Theo Raison (1869-1937), architect
- René De Pauw (1887-1946), kunstschilder
- August Costenoble (1894-1976), kunstschilder
- Jef Van de Fackere (1879-1946), kunstschilder
- Oscar De Breuck (1855-1921), architect
- Guillaume Michiels (1909-1997), kunstschilder
- Jacques Geûens (1910-1991), kunstschilder
- Albert Goethals (1885-1973), etser, kunstschilder
- Constant Permeke (1886-1952), kunstschilder
- Achiel Van Sassenbrouck (1886-1979), kunstschilder
- Andrée Algrain (1905-1999), kunstschilder
- Rik Slabbinck (1914-1991), kunstschilder
- Luc Peire (1916-1994), kunstschilder
- Gilbert Swimberghe (1928-2015), kunstschilder

- Kamagurka (1956), cartoonist
- Stefaan Degand (1978), acteur
- Leen Dendievel (1983), actrice en schrijfster
- Rik Verheye (1986), acteur en scenarioschrijver
- Jens Dendoncker (1990), komiek
- Camille Dhont (2001), zangeres en actrice